# Halichoeres orientalis
 Halichoeres orientalis és una espècie de peix de la família dels làbrids i de l'ordre dels perciformes.

## Morfologia
Els mascles poden assolir els 7,6 cm de longitud total.

## Distribució geogràfica
Es troba al sud del Japó i Taiwan.